# Aiola

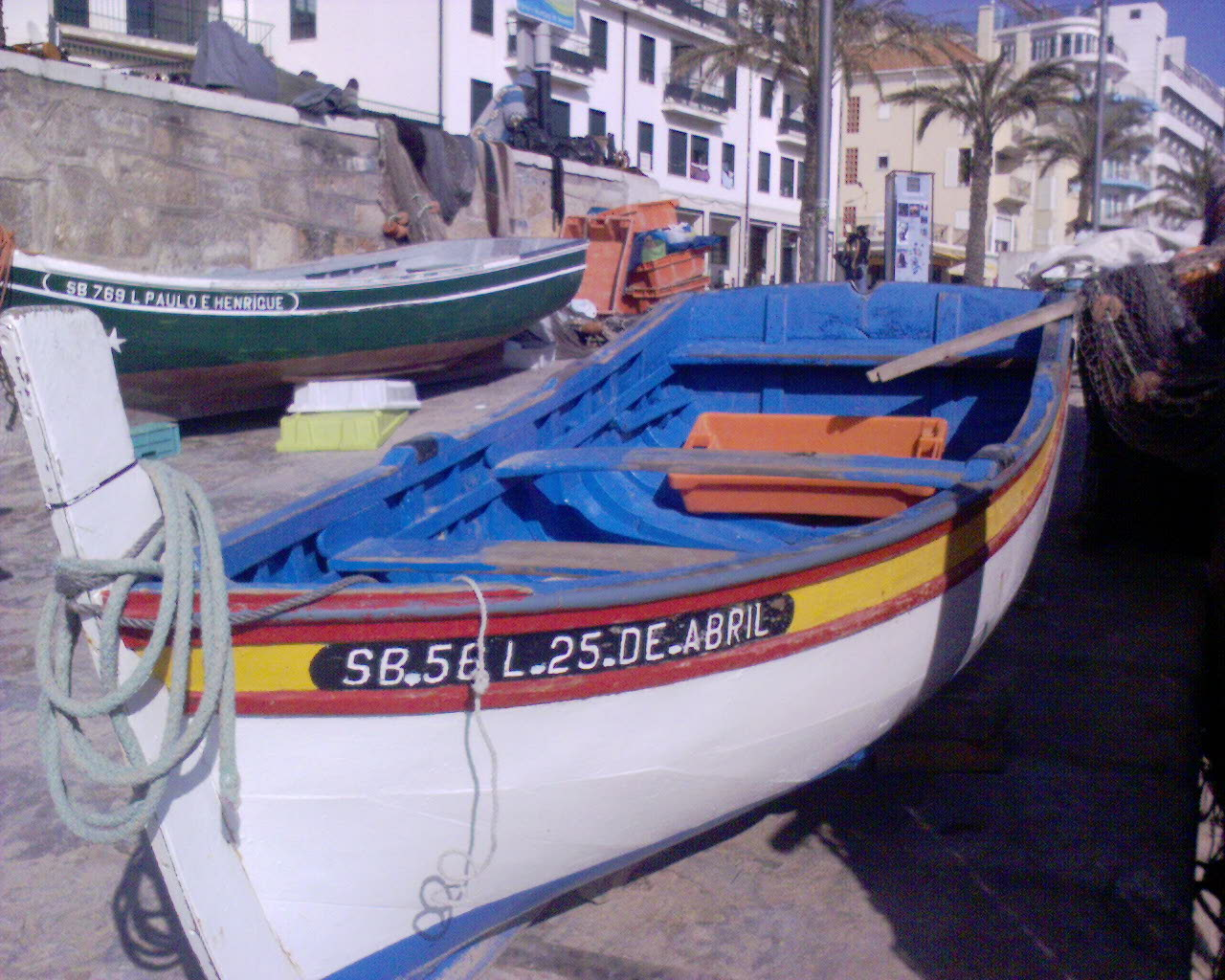
Aiolas na rampa em Sesimbra

A aiola é uma embarcação típica de Sesimbra. Anualmente realiza-se uma regata de aiolas na baía.

## História
A aiola é na actualidade, praticamente, o único barco tradicional da vila de Sesimbra, a par com a barca de Sesimbra da qual a barca Santiago ,propriedade do Clube Naval,será o melhor exemplar, que ainda é possível ver nas praias e porto da vila.
Originalmente a aiola era a embarcação de apoio da Canoa da Picada, antes de, mais recentemente - já no século XX - se ter tornado a embarcação mais usada na pesca artesanal.
Com cerca de 4 metros de comprimento, e 1,50 m de boca, é uma embarcação sólida, com excelente qualidades de navegação.
Pensada para ser movida a remos ou à vela, hoje quase todas as aiolas estão equipadas com motores fora-de-borda, mantendo contudo, curiosamente, a carlinga. Dado originalmente serem pensadas para rebocar a retenida do aparelho de cerco, tem duas ordens de bancos, que permitem a dois (ou quatro) pescadores remar, tornando a embarcação num "rebocador" a remos.
Uma das curiosidades das aiolas é o gingar: para além
da forma tradicional de remar, as aiolas tem uma reentrância do painel de popa, na qual encaixa 1 remo que, de pé e virado para a ré, o pescador movimenta o remo com uma mão, segurando-o com o punho, de tal forma que a pá do remo desenha na água um complexo movimento, em muitos aspectos semelhante ao efectuado por um
hélice.

## Ligações Externas
Regata das Aiolas
Lista de embarcações tradicionais